# 스페스밀로

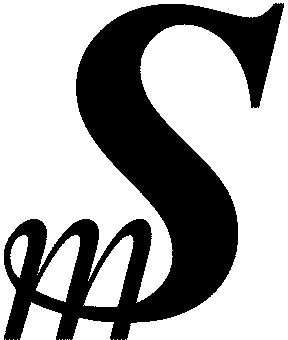
스페스밀로의 화폐기호

스페스밀로(Spesmilo)란 1907년 수학자 르네 드 소쉬르 및 에스페란티스토들이 제안한 국제화폐단위로 제1차 세계대전 이전에 영국과 스위스의 체크방코 에스페란티스타(Ĉekbanko esperantista) 은행에서 잠시 동안 쓰였다. 1 스페스밀로는 1000 스페소(에스페란토: speso, 복수 에스페란토: spesoj 스페소이)로 정의되었으며, 금 0.733g으로 정의되었다. 그 당시 시세로 미국 달러의 1/2 러시아 1루블, 5/2 스위스 프랑이었다. 기본단위는 스페소(speso)이며, 매우 작게 정의되었다. 1942년부터 1990년까지 에스페란토 단체에서는 스텔로(에스페란토: stelo)라는 자체화폐도 운영하였다.